# Ташкентски метрополитен
Ташкентският метрополитен (на узбекски: Toshkent metropoliteni) е метросистемата в град Ташкент, Узбекистан.